# Константинов, Илья Владиславович
Илья́ Владисла́вович Константи́нов (род. 28 декабря 1956, Ленинград) — российский государственный, политический и общественный деятель; народный депутат РСФСР, член Совета Республики Верховного Совета Российской Федерации (1990—1993); директор департамента Института развития гражданского общества и местного самоуправления (до января 2009 года).

## Биография
Окончил экономический факультет Ленинградского университета по специальности «политэкономия» (1980). Преподавал политэкономию в Ленинградском заводе-ВТУЗе, однако в 1983 году был уволен за антисоветское содержание лекций перед студентами. Затем работал грузчиком, полотёром, кочегаром. В 1987—1990 годах — оператор газовой котельной 3-го Петроградского участка производственно-эксплуатационного объединения «Лентеплоэнерго». 
С 1988 года занялся политической деятельностью, приняв участие в создании ленинградского дискуссионного политического клуба «Альтернатива»; входил в редколлегию органа Ленинградского народного фронта — газеты «Набат». В 1989 году входил в инициативную группу по созданию Демократической партии России. В 1990 году участвовал в создании Свободной демократической партии России и был избран её сопредседателем. В 1990—1991 годах входил в Совет представителей Движения «Демократическая Россия» от Ленинграда.
18 марта 1990 года был избран народным депутатом РСФСР, был членом Комитета по вопросам экономической реформы, а также Комитета по свободе совести, вероисповеданиям, милосердию и благотворительности. Был членом Координационного совета блока «Российское единство».
Во время событий 19-21 августа 1991 года активно принимал участие в организации обороны здания Верховного Совета РСФСР. В тот же период вышел из Свободной демократической партии России и примкнул к Российскому христианскому демократическому движению, был избран членом Думы этого движения.
Был одним из 7 депутатов, голосовавших на сессии Верховного Совета против ратификации Беловежского соглашения о прекращении существования СССР и о создании СНГ.
В феврале 1992 года участвовал в организации Российского народного собрания, был избран членом Центральной думы и Президиума собрания, в июне стал председателем его Правления;
В октябре 1992 года на Учредительном конгрессе Фронта национального спасения был избран одним из сопредседателей фронта и председателем его Исполкома.
В период Конституционного кризиса Константинов резко выступал против усиления президентской власти. 1 мая 1993 года участвовал в демонстрации, которая закончилась столкновением с милицией.
В сентябре 1993 года после указа президента Бориса Ельцина о роспуске Съезда народных депутатов и Верховного Совета РФ Константинов начал формирование боевых дружин защитников Дома Советов России и принимал участие в его обороне в октябре. После штурма Белого Дома, по поручению Генеральной прокуратуры был объявлен в розыск. В ночь с 15 на 16 октября был задержан милицейским патрулём в районе Большой Бронной улицы, содержался в Лефортовской тюрьме. Обвинялся в совершении преступлений, предусмотренных 79-й статьей УК РСФСР (массовые беспорядки), что грозило лишением свободы на срок от 2 до 15 лет. Освобождён по объявленной Государственной Думой первого созыва амнистии в феврале 1994 года.
В 1994—1996 годах — помощник депутата Совета Федерации Федерального собрания РФ.

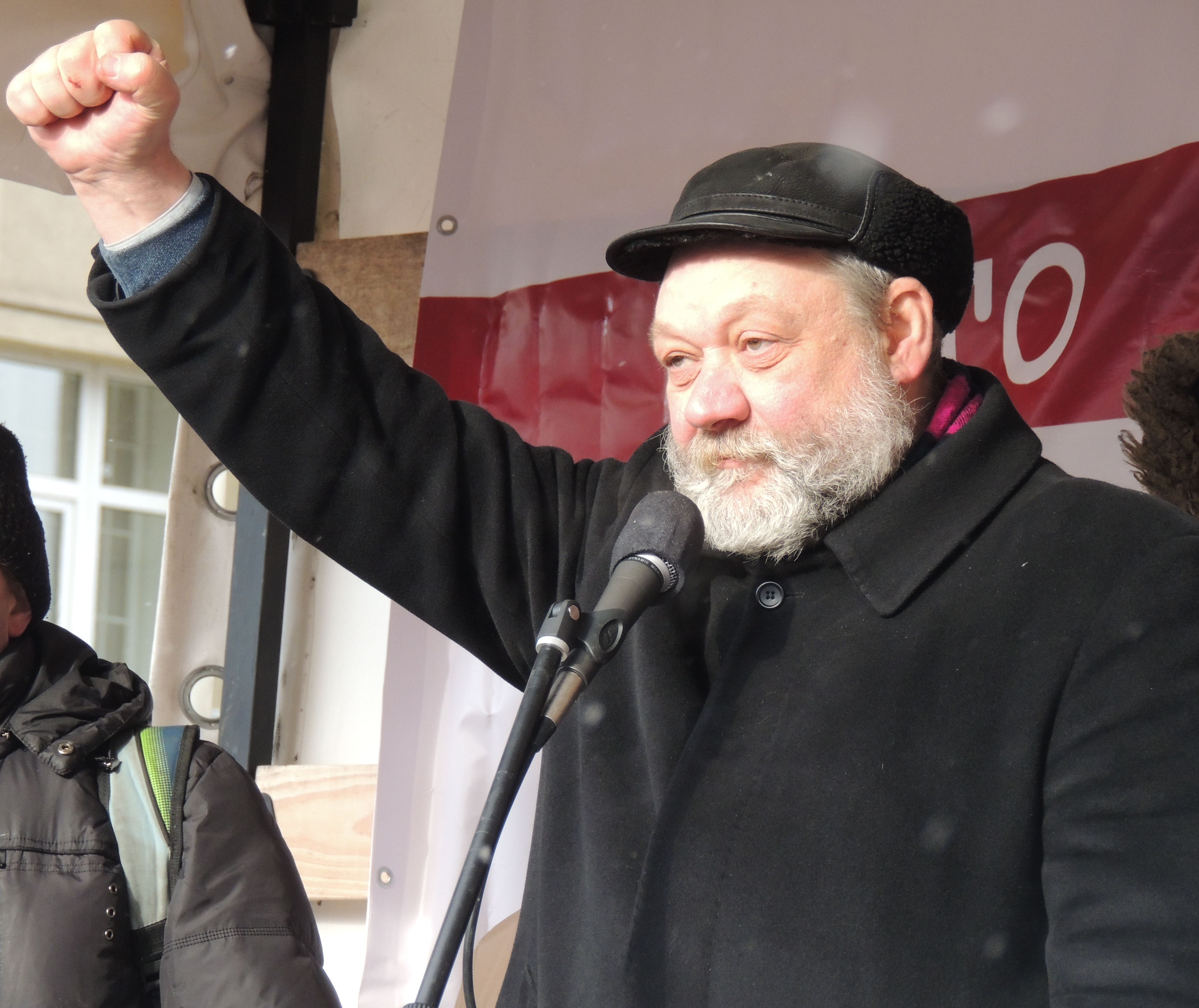
Илья Константинов выступает на митинге протеста 2 марта 2013 года.

В 1994 году вместе с Александром Руцким участвовал в организации Социально-патриотического движения «Держава», но в дальнейшем отошёл от Движения. В октябре 1994 года инициировал созыв III Конгресса Фронта национального спасения, на котором был избран одним из двух сопредседателей Фронта.
В 1995 года участвовал в кампании по выборам в Государственную думу РФ второго созыва, выдвинувшись депутатом от Заельцовского одномандатного округа № 126 Новосибирской области. Был одним из инициаторов создания избирательного блока «Союз вкладчиков — Фронт национального спасения» (СВ-ФНС). По итогу голосования по округу занял предпоследнее место, набрав 1,21 % голосов избирателей.
C 1999 года — член президиума Центрального совета Всероссийского общественно-политического движения «Духовное наследие». 
24 ноября 2001 года на Учредительном съезде Социал-демократической партии России был избран членом Политического совета партии.
С 2006 по октябрь 2008 года — секретарь по идеологии Партии социальной справедливости. С октября 2008 года — член центрального совета партии «Справедливая Россия: Родина/Пенсионеры/Жизнь», баллотировался от неё в 2009 году на выборах в Московскую городскую думу. В 2011 году ушёл из «Справедливой России» из-за несогласия с партийной идеологией. Впоследствии вступил в партию «Российский общенародный союз». В ноябре 2012 года выступил на «Русском марше» в Москве.
Является отцом политика националистического толка Даниила Константинова.